# Enrico Videsott
Enrico Videsott (né le 3 juillet 1912 à San Lorenzo di Sebato, près de Brunico, en Italie et mort le 9 décembre 1999) est un prêtre catholique italien du XXe siècle. Son procès en béatification est en cours.

## Biographie
Enrico Videsott est ordonné prêtre en 1937. Don Enrico est d'abord aumônier puis curé dans diverses paroisses du diocèse de Bressanone. Il était connu comme un prêtre exemplaire et homme d'un amour débordant. 
Il est mort avec une réputation de sainteté le 9 décembre 1999. 

## Béatification
Le procès en béatification d'Enrico Videsott a été ouvert par l'Église catholique. Il est donc considéré comme serviteur de Dieu.